# Дуннин (Муданьцзян)
Дунни́н (кит. упр. 东宁, пиньинь Dōngníng, буквально: «Восточнее Нингуты») — городской уезд городского округа Муданьцзян провинции Хэйлунцзян (КНР).

## География
Расположен вблизи лавового поля Удаляньчи и образовавшего его щитового вулкана Лаохэйшань.

## История
В 1903 году при нингутинском фудутуне был учреждён Суйфэньский комиссариат (绥芬厅). В 1909 году Суйфэньский комиссариат был поднят в статусе до Суйфэньской управы (绥芬府) провинции Гирин, а для администрирования территории, ранее подвластной Суйфэньскому комиссариату, был учреждён Дуннинский комиссариат (东宁厅).
После Синьхайской революции произошло изменение системы управления Китаем, и в 1913 году Дуннинский комиссариат был преобразован в уезд Дуннин (东宁县) провинции Гирин.
В 1931 году Маньчжурия была оккупирована японскими войсками, а в 1932 году было образовано марионеточное государство Маньчжоу-го. В декабре 1934 года в Маньчжоу-го была создана провинция Биньцзян, и уезд Дуннин вошёл в её состав. В 1937 году уезд был передан в состав новой провинции Муданьцзян. В 1939 году из частей уездов Дуннин и Мулин был образован новый уезд Суйян (绥阳县). С 1943 эти года уезды стали входить в состав Объединённой провинции Восточная Маньчжурия (впоследствии — провинции Восточная Маньчжурия).
После Второй мировой войны в апреле 1946 года здесь была образована провинция Суйнин, и уезды вошли в её состав. В октябре 1946 года эта провинция преобразована в Специальный район Муданьцзян (牡丹江专区). В августе 1947 года специальные районы Муданьцзян и Дунъань были объединены в провинцию Муданьцзян (牡丹江省). В июле 1948 года решение о создании провинции Муданьцзян было отменено, и эти земли вошли в состав провинции Сунцзян; при этом уезд Суйян расформирован, а его территория вошла в состав уезда Дуннин. В 1954 году провинция Сунцзян была присоединена к провинции Хэйлунцзян.
В феврале 1956 года правительство Хэйлунцзяна образовало Специальный район Муданьцзян (牡丹江专区), и уезд вошёл в его состав. В 1975 году решением Госсовета КНР посёлок Суйфэньхэ был поднят в статусе до городского уезда и выделен из состава уезда в отдельную административную единицу. В октябре 1983 года Специальный район Муданьцзян был расформирован, и уезд вошёл в состав городского округа Муданьцзян.
В 2015 году уезд Дуннин был преобразован в городской уезд.

## Административное деление
Городской уезд Дуннин делится на 6 посёлков.
| № | Название   | Название (кит.) | Статус  | Население чел. (2010) | На карте                         |
| - | ---------- | --------------- | ------- | --------------------- | -------------------------------- |
| 1 | Дуннин     | 东宁镇          | поселок | 87.488                | 44°03′54″ с. ш. 131°07′21″ в. д. |
| 2 | Суйян      | 绥阳镇          | поселок | 28.626                | 44°25′32″ с. ш. 130°53′31″ в. д. |
| 3 | Дадучуань  | 大肚川镇        | поселок | 17.39                 | 43°56′47″ с. ш. 131°04′05″ в. д. |
| 4 | Даохэ      | 道河镇          | поселок | 14.762                | 44°01′59″ с. ш. 130°49′46″ в. д. |
| 5 | Лаохэйшань | 老黑山镇        | поселок | 14.707                | 43°44′16″ с. ш. 130°51′43″ в. д. |
| 6 | Саньчакоу  | 三岔口镇        | поселок | 13.482                | 44°01′05″ с. ш. 131°14′16″ в. д. |

## Соседние административные единицы

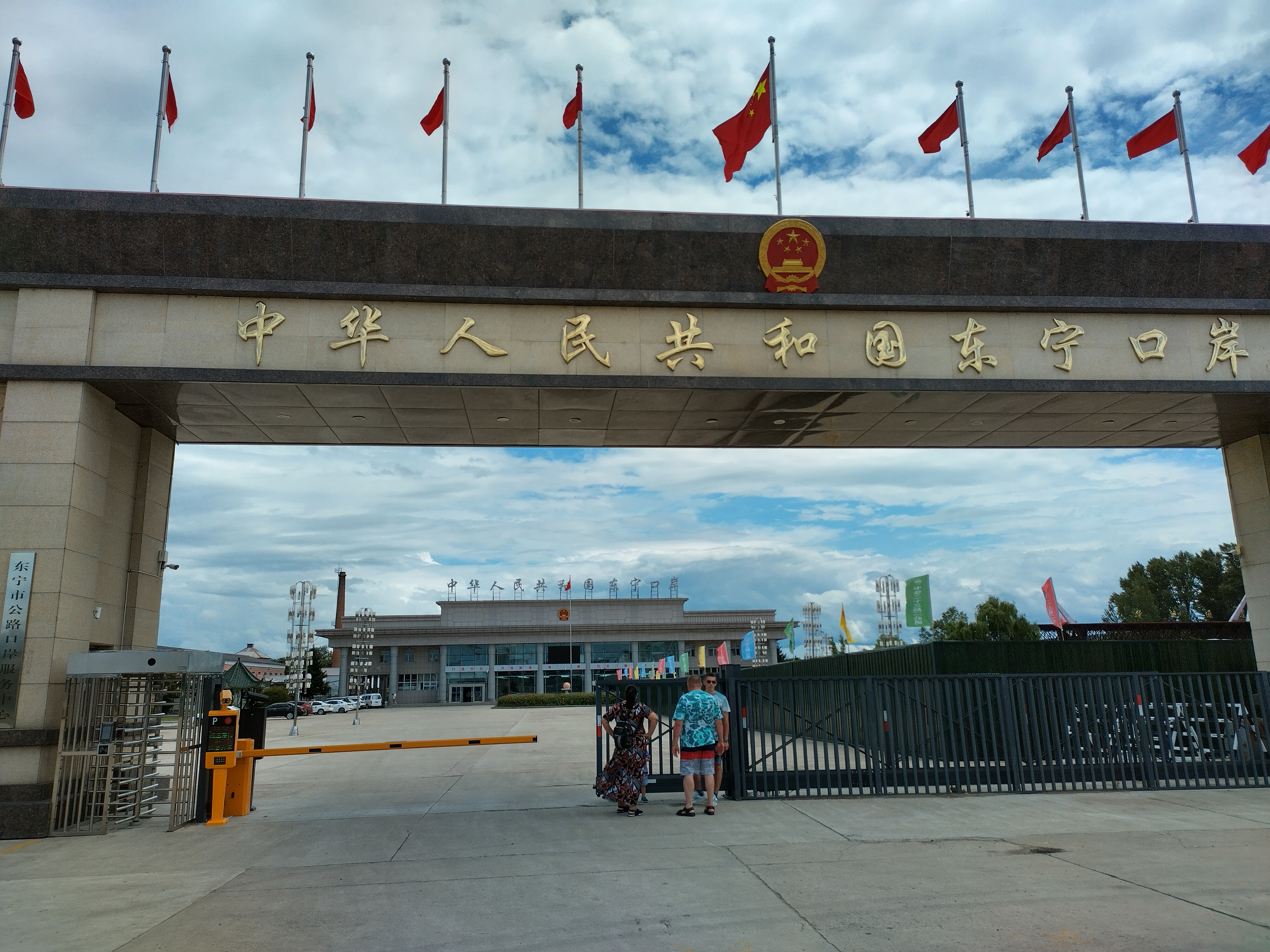
Пограничный КПП Дуннин (с российской стороны - КПП Полтавка)

Уезд Дуннин на востоке граничит с Российской Федерацией и охватывает городской уезд Суйфэньхэ, на севере и западе — с городским уездом Мулин, на юге — с провинцией Гирин.